# Dorothea van Brandenburg (1430-1495)
Dorothea van Brandenburg (Brandenburg, 1430 — Kalundborg, 10 september 1495) was een dochter van Johan van Brandenburg-Kulmbach en van Barbara van Saksen-Wittenberg (1405-1465). Zij trouwde in 1445 met Christoffel van Beieren, koning van Denemarken, Noorwegen en Zweden. Weduwe geworden, trouwde zij in 1449 met Christiaan I van Denemarken.
Dorothea was de moeder van:
- Oluf (1450-1451)
- Knoet (1451-1455)
- Johan (1455-1513)
- Margaretha (1456-1486), in 1469 gehuwd met Jacobus III van Schotland
- Frederik I.

- Gemeinsame Normdatei: 135962358
- International Standard Name Identifier: 0000 0003 8216 9063
- KulturNav: 957c5434-869c-4ced-bfd1-1378694eb78f
- LIBRIS: 274984
- Virtual International Authority File: 264214935
- WorldCat: E39PBJbWrt6mqtcK9wmr44X68C